# Élection présidentielle américaine de 2028
L'élection présidentielle américaine de 2028 sera la soixante-et-unième élection présidentielle américaine, prévue pour le 7 novembre 2028.
Elle désignera le 48e président des États-Unis, succédant au républicain Donald Trump, celui-ci ne pouvant pas se représenter pour un nouveau mandat, conformément au XXIIe amendement de la Constitution des États-Unis.

## Système électoral

Répartition des grands électeurs par États, fondée sur le recensement du peuple américain en 2020. En vert, les États ayant gagné des grands électeurs. En rouge, ceux en ayant perdu.

L'élection présidentielle américaine est une élection au suffrage universel indirect. Les citoyens électeurs américains élisent 538 grands électeurs qui vont à leur tour voter chacun pour un candidat. Ces grands électeurs sont répartis à travers les différents États des États-Unis, selon une clé de recensement en partie démographique. Le nombre de grands électeurs d'un État est en effet égal au nombre de représentants — liés à la population de l'État — et de sénateurs — deux par État. Pour l'emporter, un candidat doit remporter la majorité des 538 grands électeurs, soit au moins 270. Chaque État reçoit autant de grands électeurs qu'il possède de représentants et de sénateurs au Congrès, soit respectivement 435 représentants et 100 sénateurs, auxquels s'ajoutent trois représentants du district de Columbia, donnant un total de 538.
Dans presque chaque État, la majorité relative au scrutin uninominal majoritaire à un tour suffit pour remporter la totalité des grands électeurs, à l'exception du Maine et du Nebraska, où une partie est désignée en fonction des circonscriptions électorales. De même, dans le Maine ainsi qu'en Alaska, le système utilisé est celui du vote à second tour instantané.

### Conditions d'éligibilité
Les conditions d'éligibilité à la fonction de président des États-Unis sont définies par le cinquième alinéa de la section de l'article II de la Constitution. Ne peuvent se présenter que les citoyens américains de naissance âgés d'au moins 35 ans. Il faut en outre qu'ils aient résidé pendant au moins quatorze ans aux États-Unis. Les conditions de candidature du vice-président sont identiques, mais celui-ci ne peut être un résident du même État que celui du président.
Le mandat est de quatre ans, renouvelable une seule fois de manière consécutive ou non. La limite à deux mandats date du XXIIe amendement de la Constitution des États-Unis, adopté par le Congrès en 1947 et ratifié en 1951. L'amendement est mis en œuvre à la suite de la rupture par Franklin Delano Roosevelt de cette règle des deux mandats, jusqu'alors tacitement respectée par les présidents successifs. Élu pour la première fois en novembre 1932, Roosevelt est en effet élu à un deuxième mandat en 1936, à un troisième en 1940 et à un quatrième en 1944.

## Campagne
Les spéculations sur les participants à l'élection commencent en 2023, notamment parmi les candidats malheureux de la primaire républicaine de 2024, plusieurs membres du Congrès et les démocrates ayant envisagés de remplacer Joe Biden lors de sa tentative de réélection (Kamala Harris, Gavin Newsom, Andy Beshear…),.